# Lophocampa endolobata
Lophocampa endolobata là một loài bướm đêm thuộc phân họ Arctiinae, họ Erebidae.